# Alejandro Menéndez Acebal
Alejandro Menéndez Acebal (Gijón, 1851 - Espanya, 1921) va ser un jornalista, polític i militar asturià que va migrar a Cuba un bon temps.
Fill d'Esteban Menéndez y Tuya, va néixer el 1851 a la ciutat asturiana de Gijón. Va dirigir el Diario de Cárdenas, a més de presidir el casino espanyol de la mateixa localitat. També va ser comandant de voluntaris durant la Guerra d'Independència de Cuba. Va morir el 1921 a la península Ibèrica, una vegada Cuba havia esdevingut independent.